# Juan Ortiz de Cervantes
Juan Ortiz de Cervantes (* Lima, Perú, 1580 - † Santafé de Bogotá, Nuevo Reino de Granada, 1629), fue un magistrado y memorialista virreinal peruano. Fiscal y luego oidor de la Real Audiencia de Santafé de Bogotá.

## Biografía
Cursó estudios en la Universidad de San Marcos, donde obtuvo los grados de Licenciado y Doctor en Cánones, para ser reconocido como abogado por la Real Audiencia. Establecido en el Cuzco, fue acreditado por el Cabildo de dicha ciudad como procurador general de los encomenderos, viajando a Madrid y presentando sucesivos memoriales.
En ellos, reclamó la perpetuidad de las encomiendas como único medio de impedir que los abusos de los corregidores ocasionaran la extinción de los indios. Además, alegó razones para que se reconociese la preeminencia del Cuzco, para que se otorgase preeminencia a los nacidos en Indias en los empleos y beneficios, para que se estableciera una Universidad en el Cuzco, para que se construyera un puente sobre el río Apurímac y se aliviase así la comunicación entre Lima y Cuzco.
En la corte madrileña, fue nombrado fiscal de la Real Audiencia de Santafé de Bogotá (1621), y una vez en funciones, fue promovido a la dignidad de oidor (1628), el cual desempeñó hasta su muerte.

## Obras
- Memorial que trata de la perpetuidad de los encomenderos de indios del Perú, con jurisdicción en sus pueblos, medio eficaz para que este reino se restaure, conserve y aumente (1617).
- Memorial... sobre pedir remedio del daño y disminuición de los indios, y propone ser medio eficaz la perpetuidad de las encomiendas (1619).
- Información en favor del derecho que tienen los nacidos en las Indias a ser preferidos en las prelacías, dignidades, canonjías, y otros beneficios eclesiásticos y oficios seculares de ellas (1619).
- Patrocinivm pro eo titvlo toto terrarvm Orbe celebratissimo, magnae Civitatis del Cuzco, Peruani Regni capitis... (1621).